# 트립닷컴 그룹
트립닷컴 그룹(Trip.com Group) 또는 트립닷컴 그룹 리미티드(Trip.com Group Limited)는 1999년 6월 설립된 다국적 여행 서비스 대기업이다. 중화인민공화국 최대의 온라인 여행사이며, 전 세계를 대상으로 여행 서비스를 제공하는 업체 중 하나이다.
이름을 딴 대표적인 사이트인 트립닷컴을 비롯하여 스카이스캐너, Qunar, Travix 및 메이크마이트립 등을 포함하여 여러 여행과 여행 상품 견적 웹사이트와 여행 상품 요금 메타 검색 엔진을 소유하고 운영한다. 이 그룹은 약 40개 언어, 200개국에서 웹사이트를 운영하고 있다.